# Ханс Мартин Гулбрандсен
Ханс Мартин Гулбрандсен  (норв. Hans Martin Gulbrandsen; Осло, 31. јануар 1914 — Осло, 4. фебруар 1979) бивши је норвешки кајакаш на мирним водама, који се такмичио крајем 1940-их и почетком 1950-их. Учествовао је на Олимпијским играма 1948. у Лондону у дисциплини К-1 1.000 метара у финалној трци освојио четврто место.
Исте године ракође у Лондону, освојио је сребрну медаљу у дисциплини К-1 штафета 4 к 500 м на Светском првенству 1948.. Поред њега у штафети су били: Ивар Матисен, Ивар Иверсен и Ејвинд Скабо.
Четири године касније 1952. поново је на Олимпијским играма у Хелсинкију. Такмичио се у кајаку једноседу К-1 на 10.000 метара. Завршио је као 5.